# Нётерово кольцо
Нётерово кольцо́ — тип колец, обобщение кольца главных идеалов.
Названы в честь Эмми Нётер.

## Определение
Нётерово кольцо — ассоциативное кольцо с единичным элементом, в котором выполняется следующее условие обрыва возрастающих цепей:
всякая последовательность идеалов (для некоммутативных колец — левых идеалов) {\displaystyle p_{1}\subset p_{2}\subset \dots \subset p_{n}\subset \dots } стабилизируется, то есть {\displaystyle p_{n}=p_{n+1}=\dots ,} начиная с некоторого {\displaystyle n}.

## Замечания
- Если в определении заменить возрастающие цепи на убывающие, то получается определение артинова кольца.

## Примеры
- Поле, поскольку в нём всего два идеала — {\displaystyle \{0\}} и само поле.
- Кольцо главных идеалов. 
  - Например, кольцо многочленов от одной переменной над полем. (Однако не всякое нётерово кольцо является кольцом главных идеалов.)
- Кольца многочленов от конечного числа переменных над полем являются нётеровыми (но не являются кольцами главных идеалов при числе переменных, большем 1).

## Свойства
- Кольцо нётерово тогда и только тогда, когда в любом непустом множестве идеалов {\displaystyle A} существует максимальный элемент.
- Кольцо нётерово тогда и только тогда, когда любой идеал конечно порождён.
- Теорема Гильберта о базисе: для любого нётерова кольца {\displaystyle A} кольцо многочленов {\displaystyle A[x]} — нётерово.
  - В частности, {\displaystyle A[x_{1},\ldots ,x_{n}]} тоже нётерово.
- В коммутативных нётеровых кольцах верна теорема Ласкера — Нётер, согласно которой любой идеал {\displaystyle A} допускает примарное разложение.